# غلام‌محمد طرزی
غلام‌محمد طرزی (۱۸۳۰–۱۹۰۰) شاعر و سیاست‌مدار افغانستان در دوران عبدالرحمان خان است. او پدر محمود طرزی و رئیس قبیله محمدزایی بود.

## زندگی‌نامه
غلام‌محمد طرزی در قندهار متولد شد. از او آثار شعری زیادی از جمله دیوان طرزی بجا مانده است که به زبان فارسی سروده شده است. این کتاب چند سال پیش با کوشش ننگیالی طرزی و عبدالکریم تمنا در تهران تجدید چاپ شد.

## دیوان
کتاب دیوان طرزی شامل اشعاری دربارهٔ تقوا، اخلاق، سیاست و اجتماع در افغانستان قرن نوزدهم است. طرزی از خانواده‌ای برجسته بود و به زیرشاخهٔ محمدزایی از دودمان درانی تعلق داشت؛ یکی از دو تبار اصلی پشتون‌های افغان، دیگری غلزایی‌ها هستند.
به‌دلیل ارتباط خانوادگی با محمد یعقوب خان، طرزی و خانواده‌اش در سال‌های ۱۸۸۲–۸۳ میلادی توسط عبدالرحمان خان، که هم‌تبار یعقوب خان و رقیب او برای تصاحب تخت پادشاهی بود، از افغانستان تبعید شدند. این تبعید تأثیری عمیق بر اشعار طرزی گذاشت و حس غربت و اندوه در بسیاری از آن‌ها آشکار است.
هر شعر در این دیوان دارای موضوع، معنا و محل سرایش خاص خود است. به‌عنوان مثال، یکی از اشعار به مدح شعر میرزا عبدالقادر بیدل، شاعر معروف فارسی‌زبان و صوفی تأثیرگذار در سبک «هندی» شعر فارسی در قرون ۱۷ و ۱۸ میلادی می‌پردازد. شعر دیگری به جشن عروسی محمد یعقوب خان اختصاص دارد؛ کسی که در سال ۱۸۷۹ به‌طور موقت امیر افغانستان شد، پس از آنکه معاهده گندمک را امضا کرد و سلطه بریتانیا بر امور خارجی افغانستان را به رسمیت شناخت.
هر شعر دارای عنوانی سرخ‌نوشته (با مرکب قرمز) است که محل نگارش و هدف شعر را مشخص می‌کند. برای مثال، در صفحه ۳۳۶ آمده است: «این غزل در قندهار به‌پاسخ نعمت خان سروده شد.» برخی از اشعار بدون عنوان هستند، ولی همگی در پایان با تخلص شاعر، "طرزی" (به‌معنای "سبک‌پرداز" یا "استایلیست") مشخص شده‌اند.
خود نسخهٔ خطی عنوان مشخصی ندارد. در جلد و صفحات پایانی، نام‌ها و مُهرهای کتابخانه‌ای چندین مالک و خواننده، از جمله عبدالرؤوف خان طرزی (یکی از نوادگان شاعر) دیده می‌شود.
کتاب به دو بخش تقسیم شده است: بخش اصلی شامل اشعار غزلی و حدود ۵۰ صفحهٔ پایانی به صورت رباعی نگاشته شده‌اند. خط مورد استفاده شامل چندین نوع از نستعلیق فارسی است، از جمله نستعلیق خوش‌خوان، نستعلیق شکسته و نستعلیق ناپایدار. کاغذها دارای کیفیت‌ها و رنگ‌های گوناگون‌اند؛ بیشتر اشعار روی کاغذ کرم‌رنگ ساده نوشته شده‌اند که بر روی زمینه‌ای مرمری چسبانده شده‌اند. شماره‌گذاری صفحات به‌صورت دستی با عددنویسی فارسی-عربی و با مداد انجام شده است.
یادداشت‌های حاشیه‌ای ممکن است از خود شاعر یا خوانندگان ناشناس باشند. متن پایانی نسخه، قطعه‌ای نثر است که در آن طرزی بر فضیلت، اندوه و وفاداری خود تأکید می‌ورزد.